# Napoleon (groupe)
Pour les articles homonymes, voir Napoléon (homonymie).
Napoleon est un groupe britannique de punk rock, originaire d'Exeter, en Angleterre, actif entre 2011 et 2019.

## Histoire
Napoleon est formé en 2011 à Exeter, en Angleterre, et publie un premier EP l'année suivante, en 2012, sous le titre de What We See,. Le groupe joue au Jera on Air en 2014 aux côtés d'Architects et The Black Dahlia Murder. En avril 2015, Napoleon signe au label Basick Records, et annonce la sortie d'un album, publiant au passage le single Stargazer. En 2016, ils sortent leur premier album, Newborn Mind, qui attire l'intérêt de la presse spécialisée,,,.
Le 3 février 2019, le groupe annonce sa décision de se séparer d'une dernière tournée européenne de deux semaines : « Aujourd'hui, on vient avec quelques nouvelles. Après 9 ans en tant que groupe, on a décidé d'un commun accord qu'il était temps d'en finir. Cette décision n'a pas été prise avec facilité, mais là où on en est en tant qu'individus, c'est une décision qui a du sens. Au cours de ces années, on a passé les meilleurs moments de notre vie et on a partagé tous des souvenirs que personne n'oubliera. [...] On va terminer notre carrière en tant que groupe par une tournée européenne de deux semaines. On espère que tous ceux qui nous ont soutenus tout au long de ces années viendront à un concert et feront de cette dernière tournée la meilleure qu'on ai jamais faite ! »

## Style musical
Napoleon est catégorisé hardcore mélodique,,, metalcore progressif,, metalcore,,, punk hardcore,, hardcore technique et « hardcore mélodique pour les gamins prog ou vice versa ». Ils se décrivent également comme « melodiposipassiongroove ».

## Discographie

### Albums studio
- 2016 : Newborn Mind
- 2018 : Epiphany

### EP
- 2011 : Cinderella
- 2012 : What We See